# Демиденко, Виктор Георгиевич
Виктор Георгиевич Демиденко (4 июня 1962, Иркутск, РСФСР, СССР) — советский шоссейный велогонщик. Заслуженный мастер спорта СССР (1984).

## Биография
В Ангарске начал серьезно заниматься велоспортом в 1976 году. Первыми наставниками Виктора Демиденко были заслуженные тренера РСФСР Анатолий Ощерин и Дмитрий Сидоров. Личным тренером в сборной команде был заслуженный тренер СССР Павел Григорьев.
В 1979 году был зачислен в экспериментальную группу при кафедре велоспорта Омского института физической культуры, который руководил Леонид Живодеров. В 1980 году начал выступать за армейскую команду.
Выступал за сборную команду СССР с ноября 1978 по февраль 1987. Двукратный победитель чемпионата мира среди юниров в командной гонке на шоссе в 1979 году в Аргентине и в 1980 году в Мексике.
Победитель Велогонки Мира 1984 года в командном зачёте. В 1986 году одержал победу на 19 этапе Вуэльты Испании, десятикратный чемпион СССР.
После завершения карьеры спортсмена в 1987 году работал государственным тренером по велоспорту в Иркутской области. Был одним из руководителей республиканского Центра олимпийской подготовки. Впоследствии возглавлял одну из первых в стране профессиональных команд велосипедистов — «Бенотто».
С 1995 по 2005 занимал должность помощника председателя спорткомитета Министерства обороны Российской Федерации. Затем работал в Русской горнолыжной школе.
1 февраля 2008 года стал руководителем агентства по физической культуре и спорту Иркутской области. После отставки губернатора Иркутской области Александра Тишанина в июне 2008 года покинул свой пост.
Затем некоторое время трудился учителем физкультуры в своей родной школе № 19 в Ангарске.
С марта 2011 года — президент Союза спортсменов Ангарска.
Полковник запаса.